# Channa

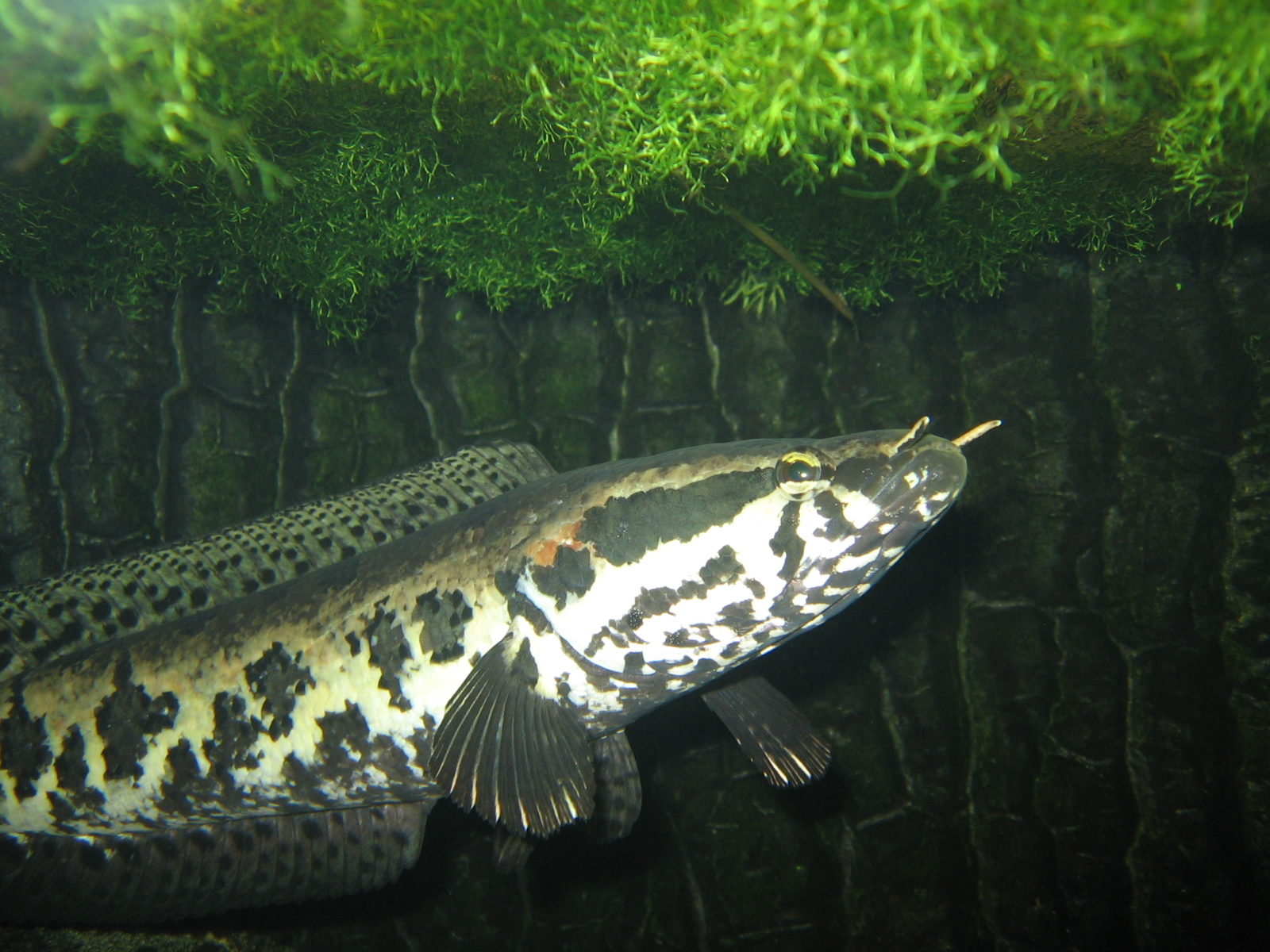
Channa asiatica

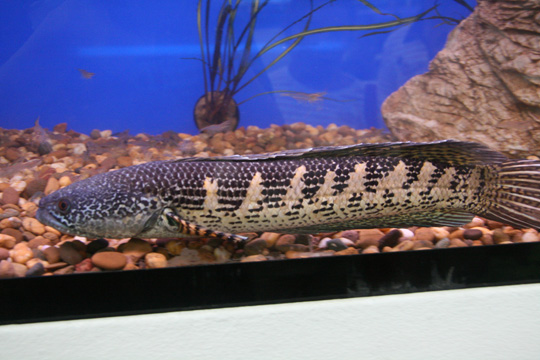
Channa aurantimaculata provinent d'Assam (l'Índia).

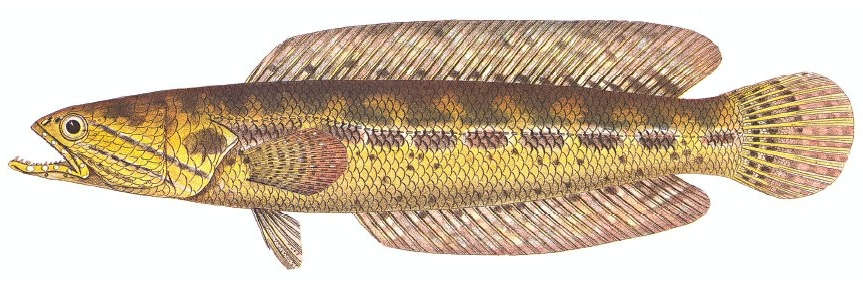
Channa bankanensis (il·lustració del 1878)

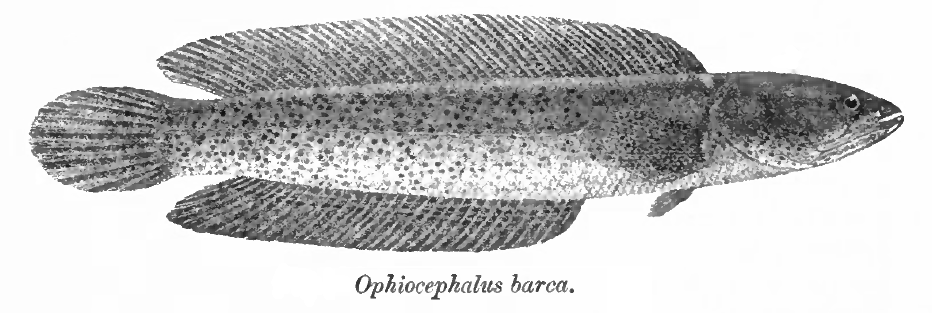
Channa barca (il·lustració del 1889)

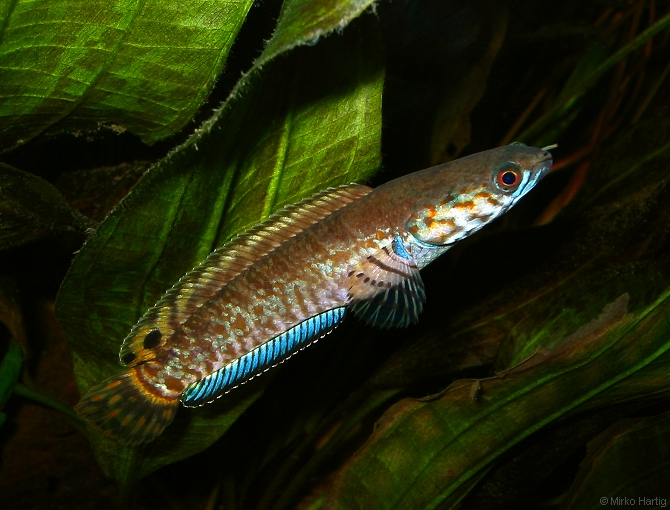
Channa bleheri

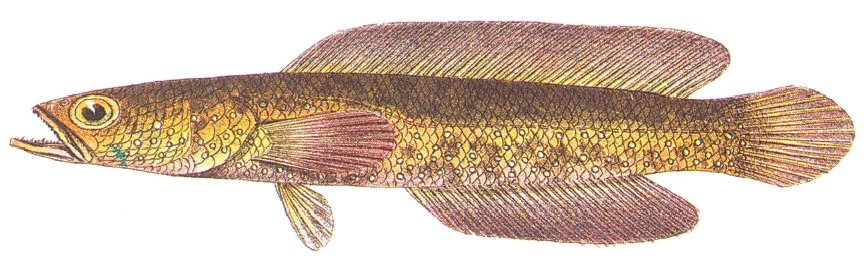
Channa cyanospilos (il·lustració del 1878)

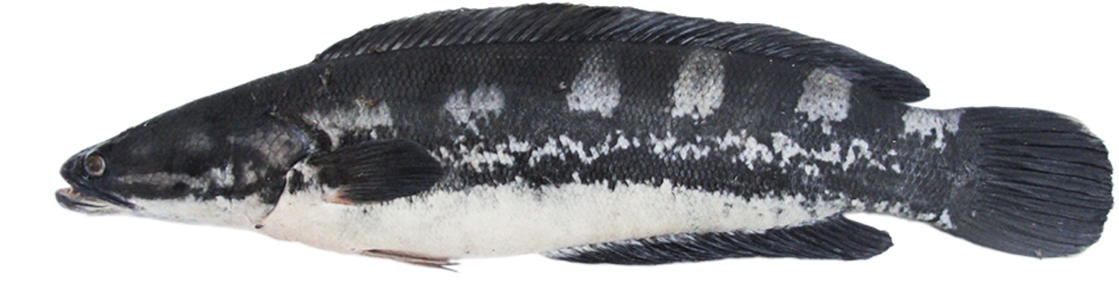
Channa diplogramma

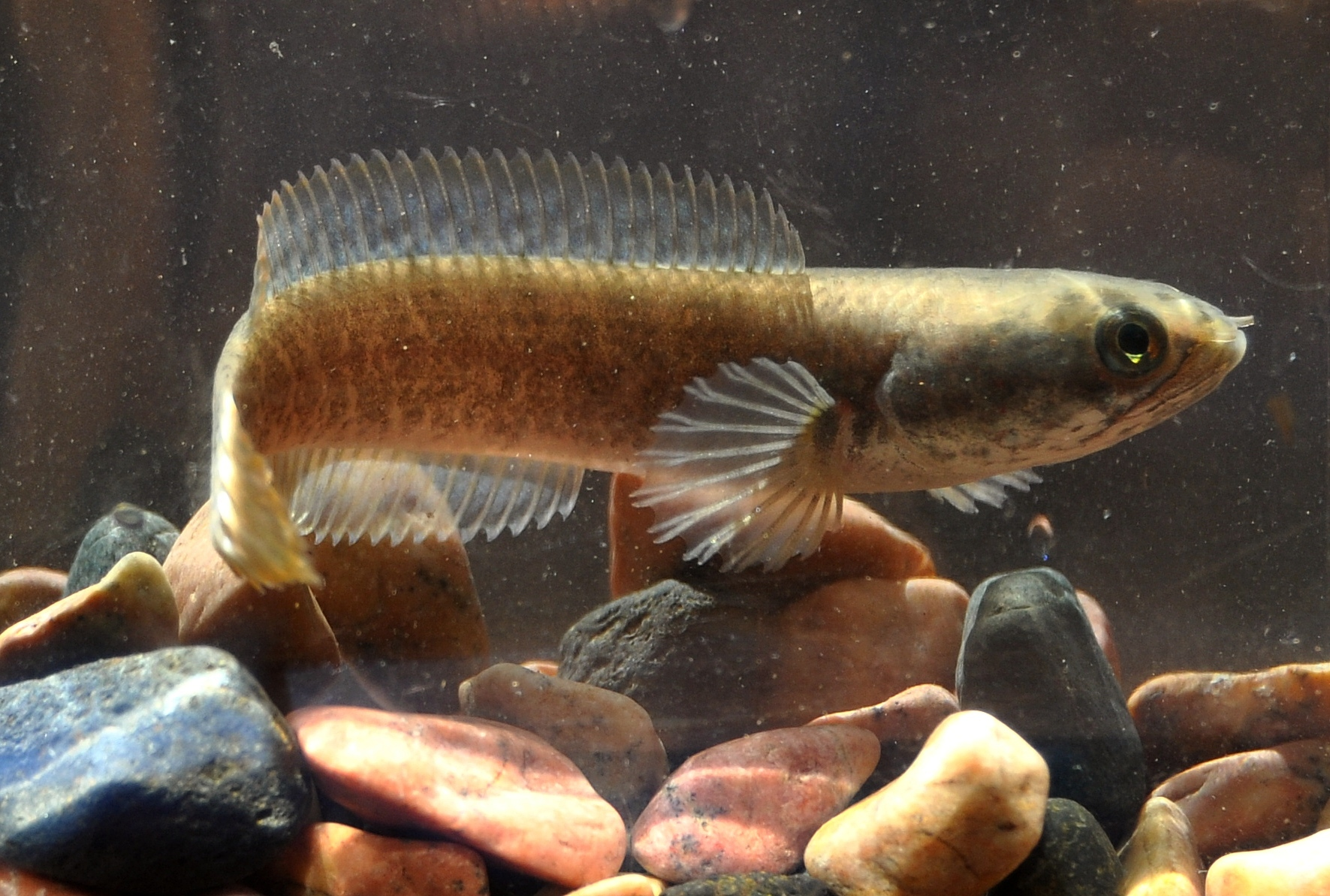
Channa gachua

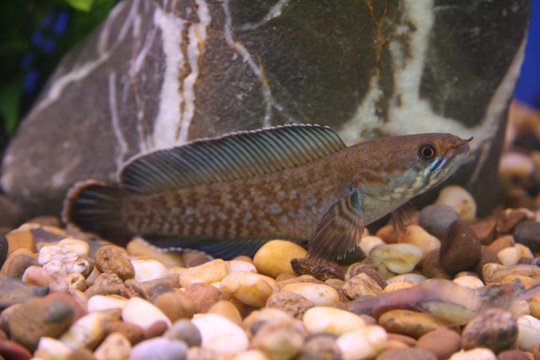
Channa sp

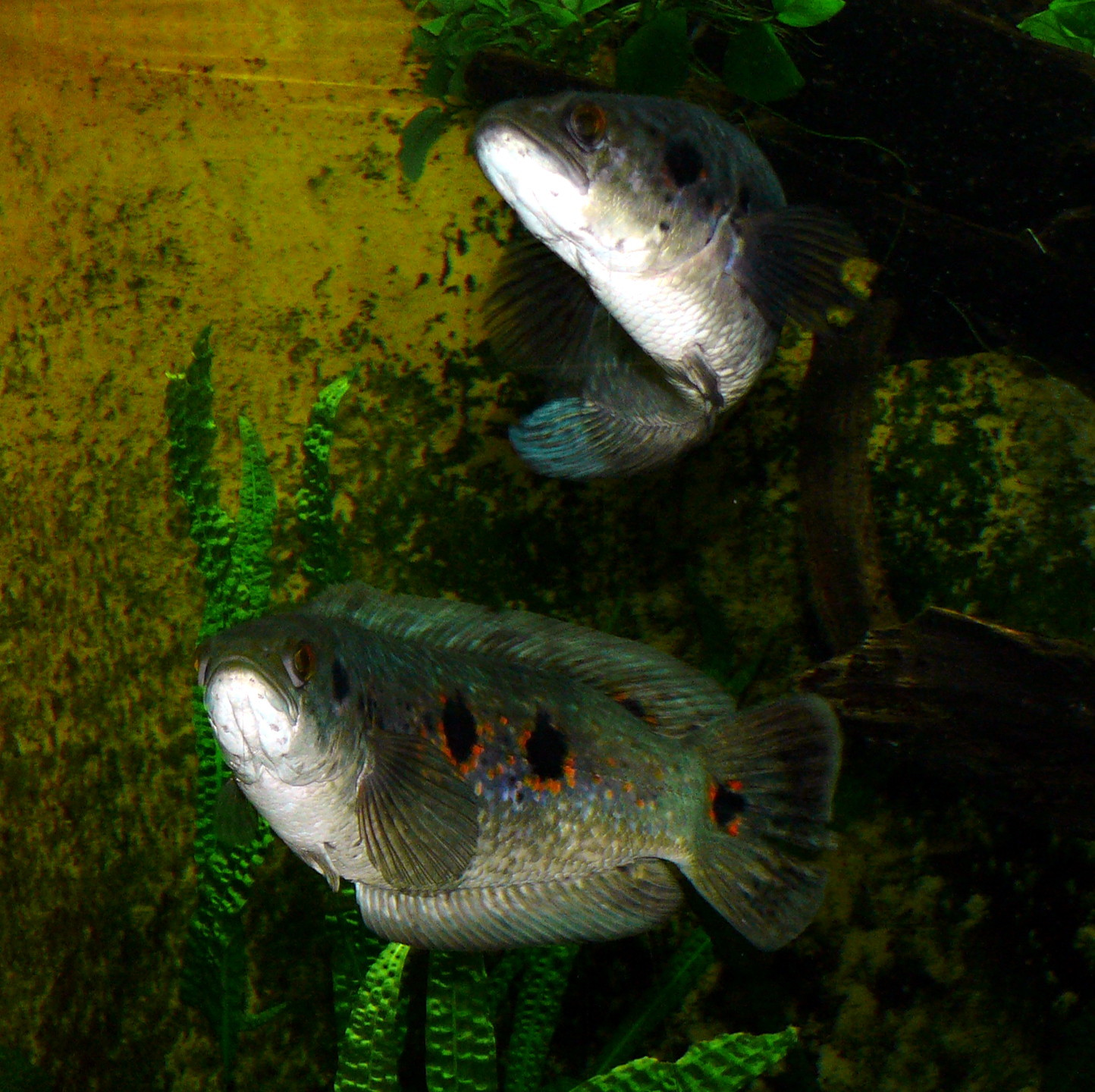
Channa pleurophthalma

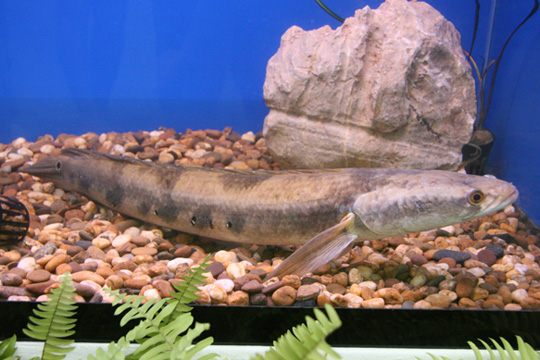
Channa marulia

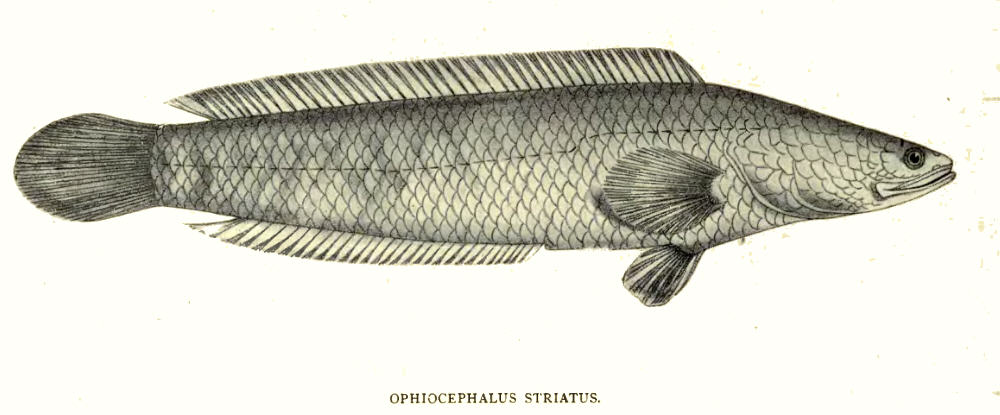
Channa striata (il·lustració del 1897)

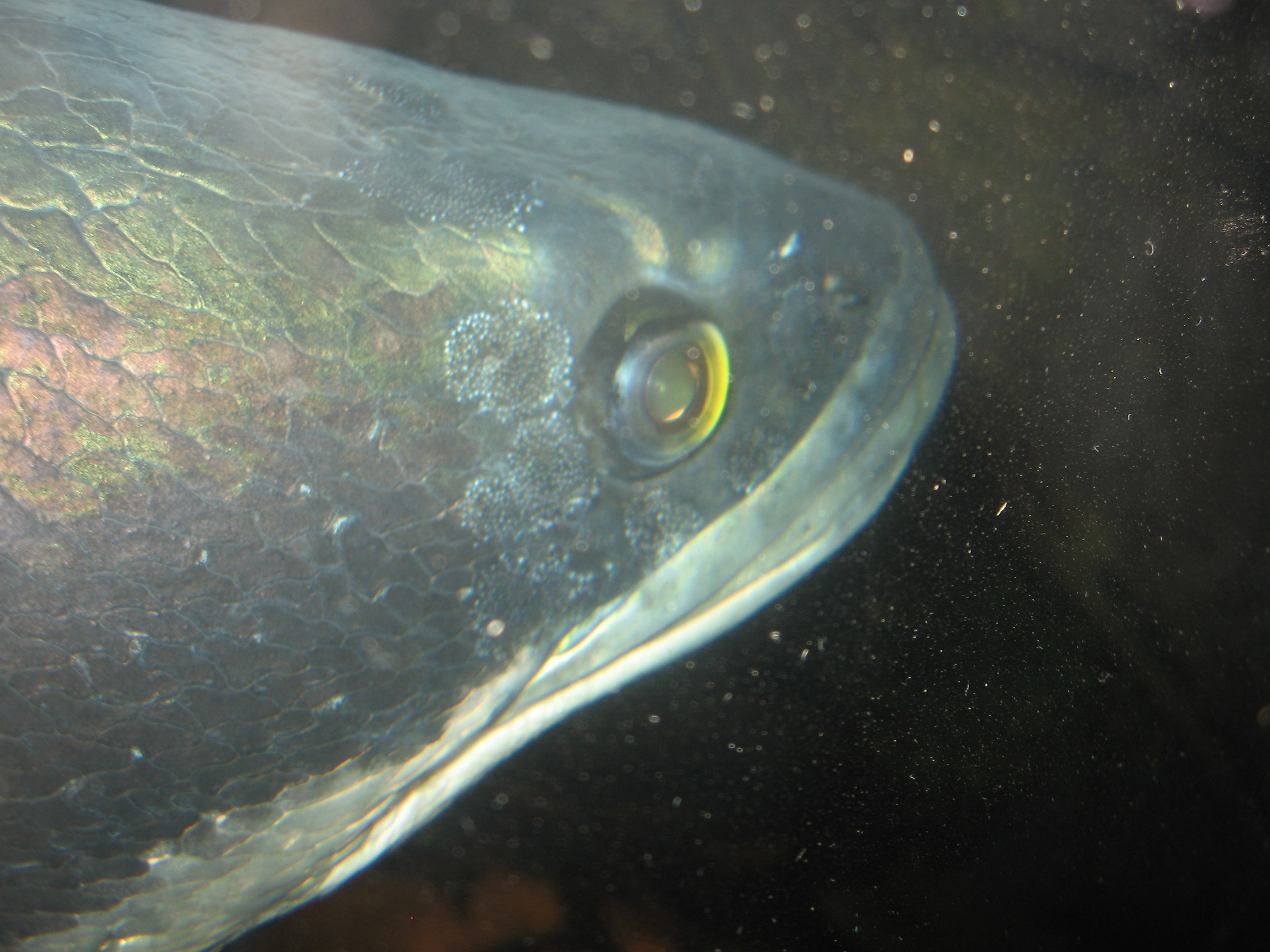
Channa micropeltes

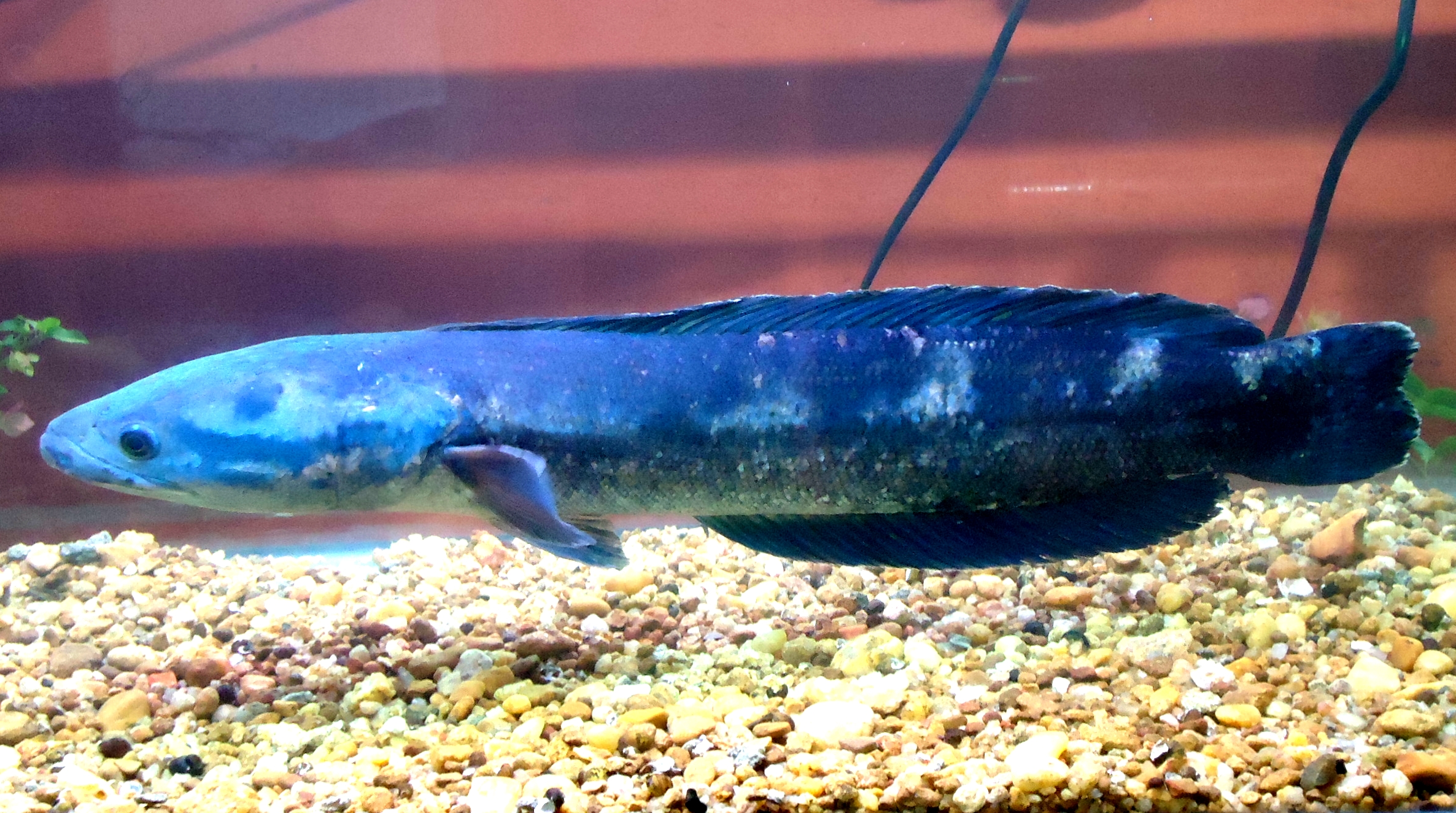
Channa sp.

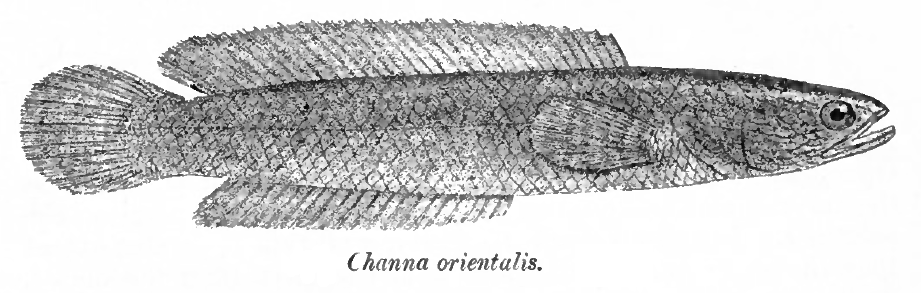
Channa orientalis (il·lustració del 1889)

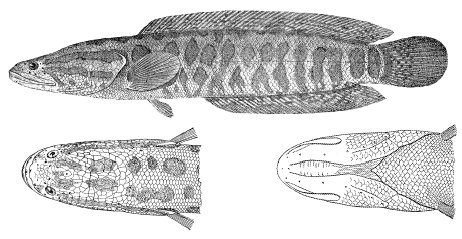
Channa argus

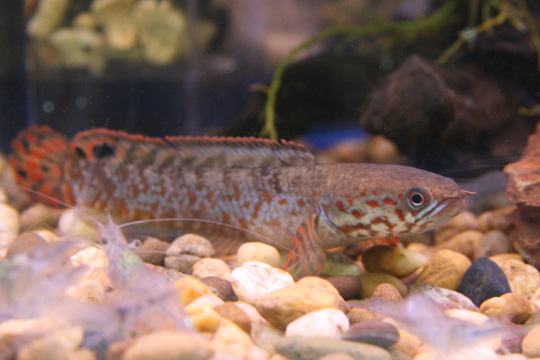
Channa bleheri

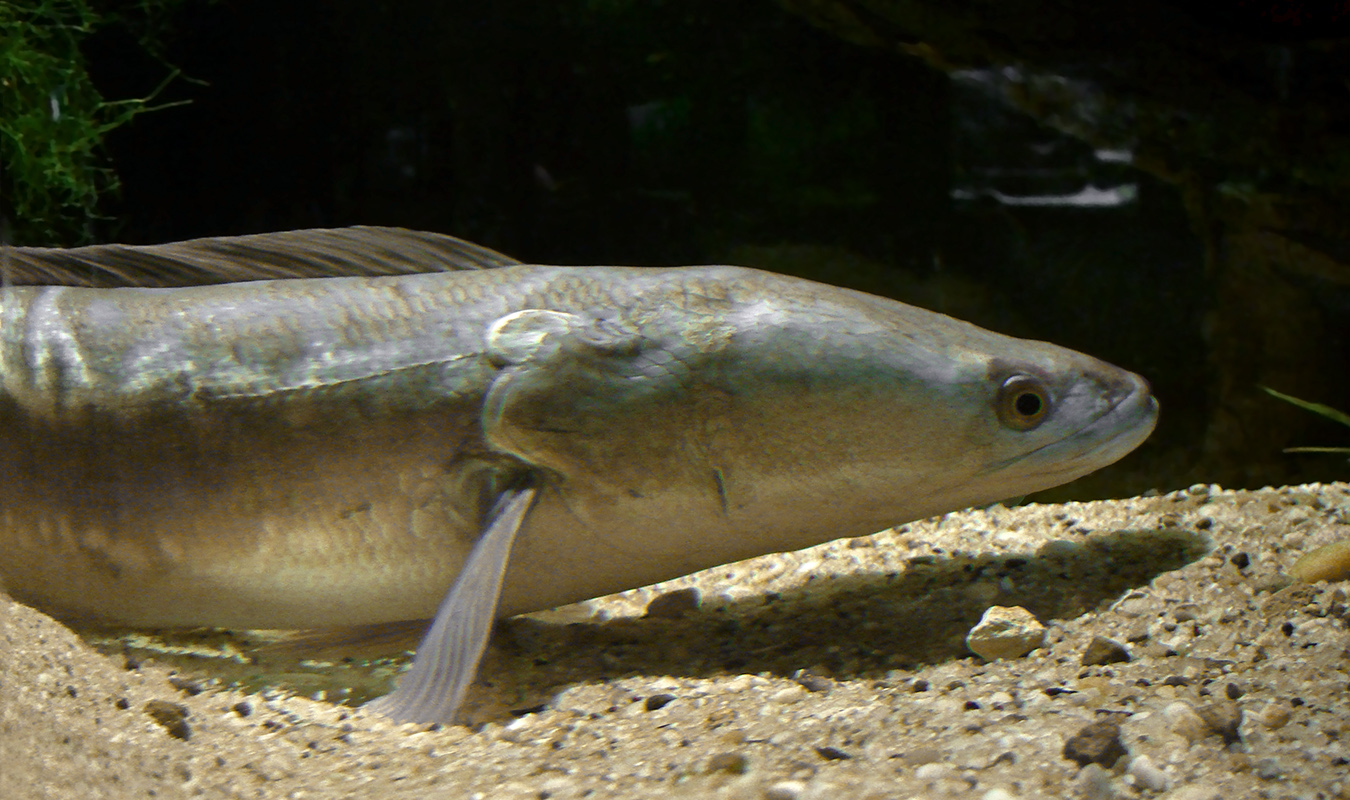
Channa micropeltes

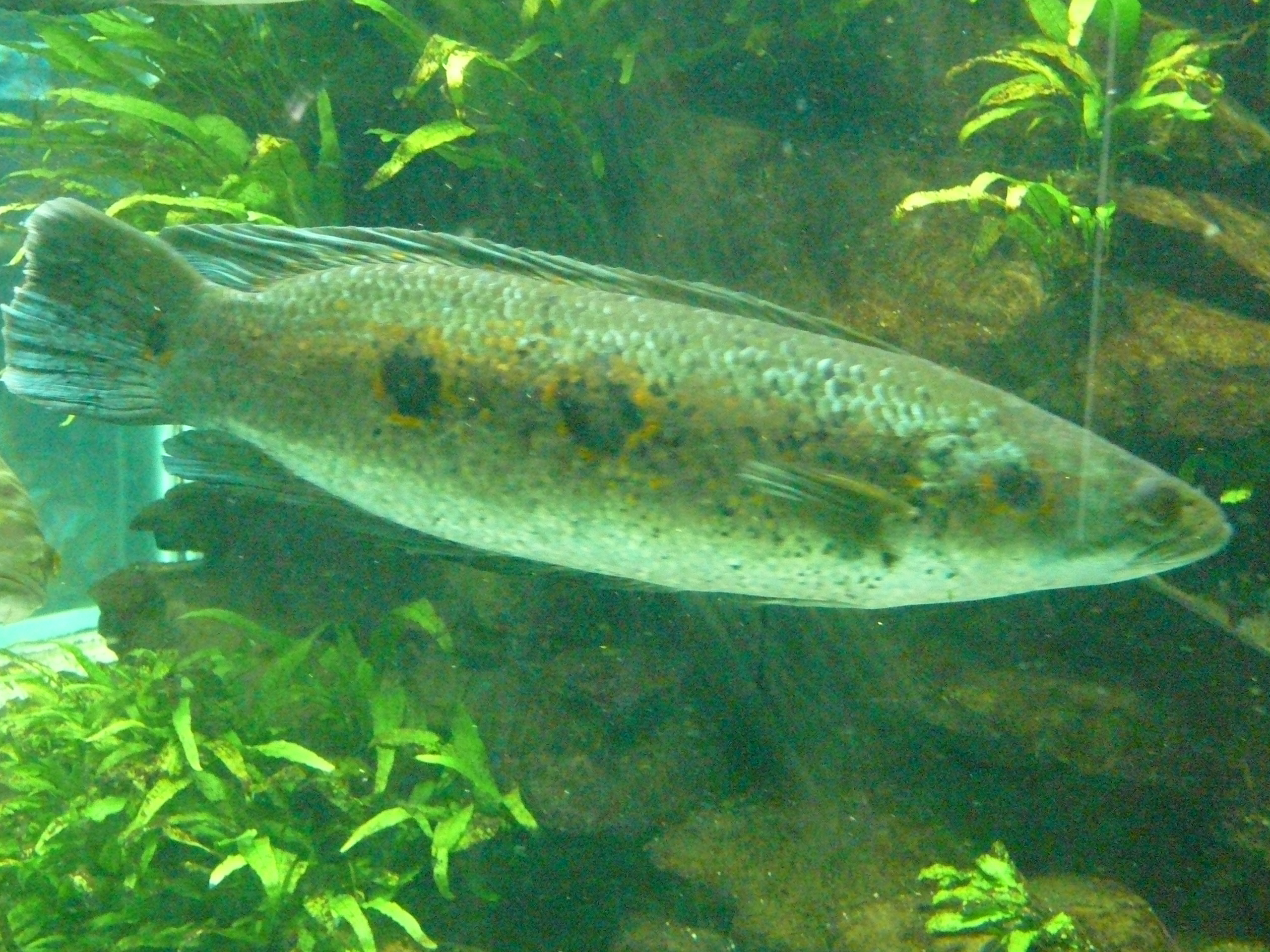
Channa pleurophthalma

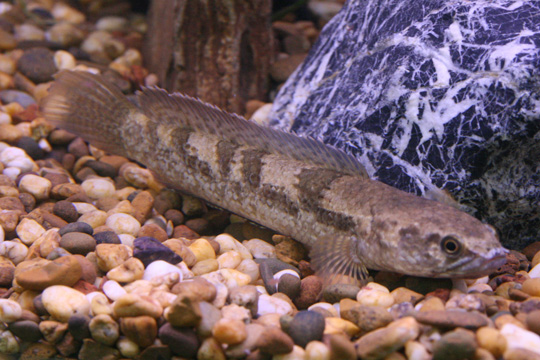
Channa sp

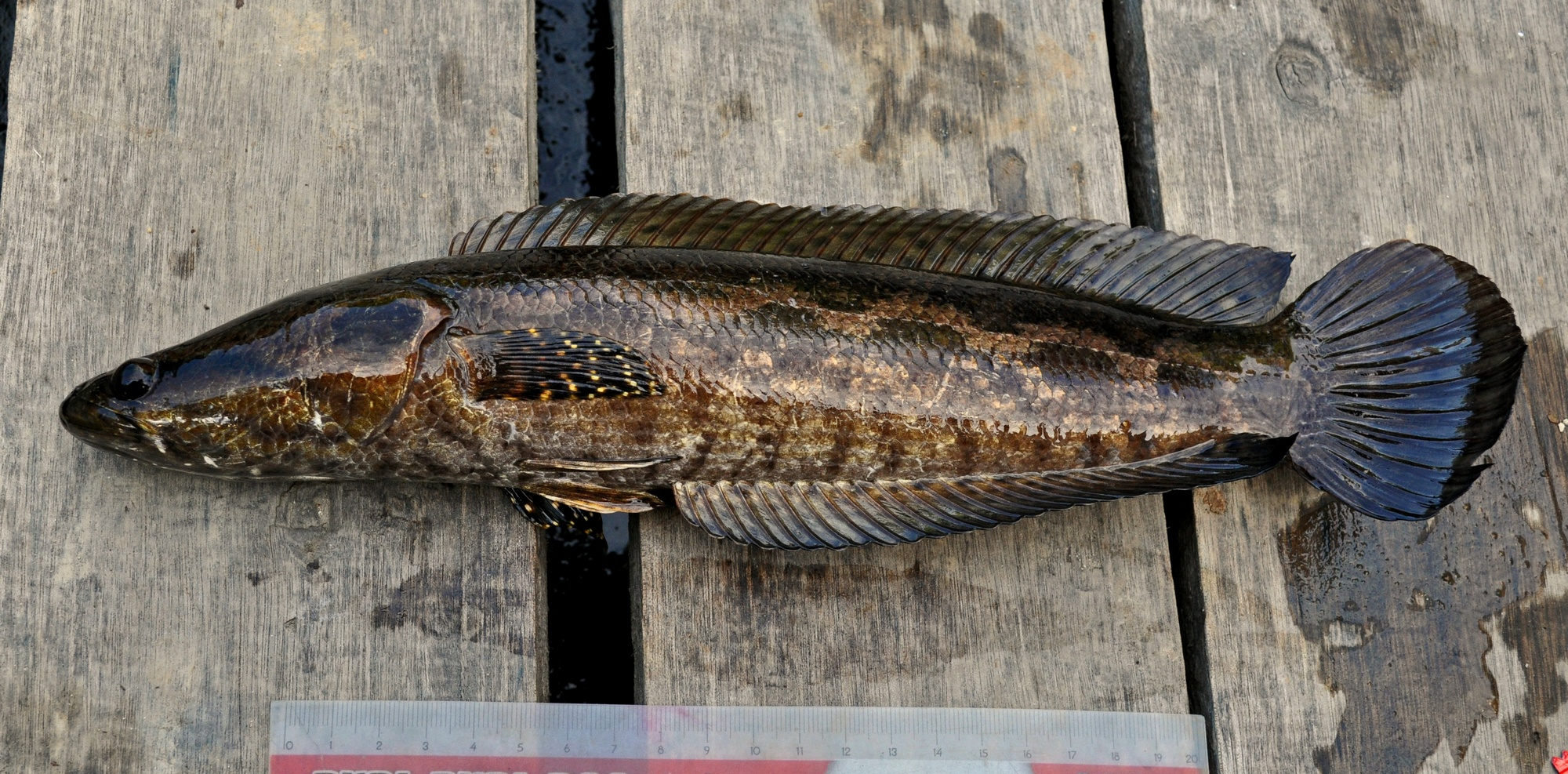
Channa lucius capturada a Borneo (Indonèsia).

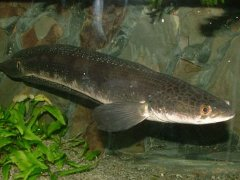
Channa marulia

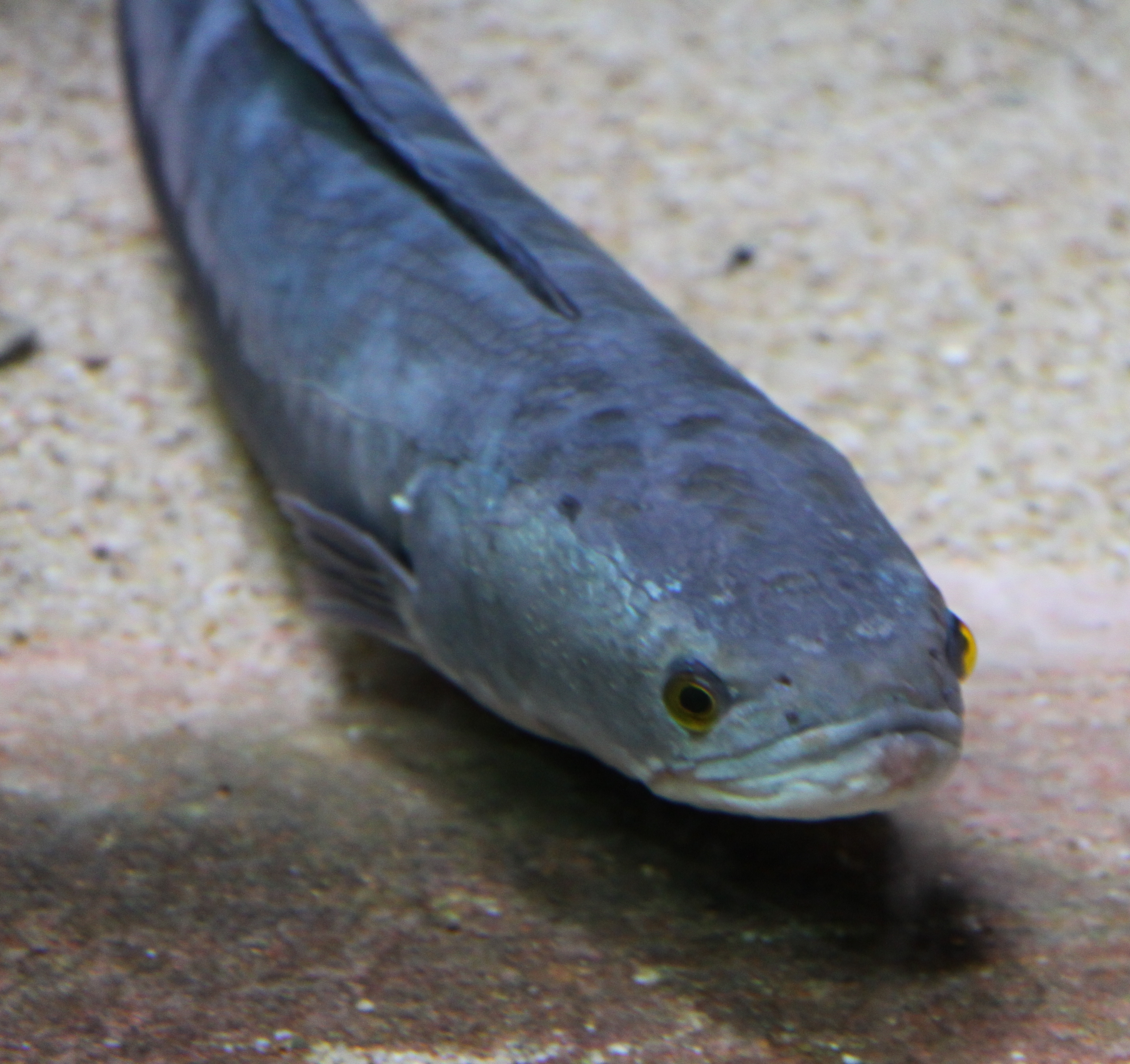
Channa micropeltes

Channa és un gènere de peixos de la família dels cànnids i de l'ordre dels perciformes.

## Etimologia
Del grec channe, -es (anxova).

## Descripció
- Aletes dorsal i anal allargades i toves. Aleta caudal arrodonida.
- Les escates de cap són principalment cicloïdals i les del cos ctenoides.
- Línia lateral corbada.
- Presència d'un òrgan respiratori accessori i suprafaringi, el qual serveix per respirar aire.[3]

## Alimentació
Mengen peixos, granotes, serps, rosegadors, aus i insectes.

## Reproducció
Són ovípars i en Channa striata i Channa punctata pot tindre lloc durant tot l'any, mentre que en Channa argus s'esdevé cinc vegades al llarg de l'any.

## Distribució geogràfica
Són autòctons del sud d'Àsia: des del sud-est de l'Iran i l'est de l'Afganistan fins al Pakistan, l'Índia (Andhra Pradesh, Arunachal Pradesh, Assam, Bihar, Chandigar, Chhattisgarh, Dadra i Nagar Haveli, Daman i Diu, el districte de Darjeeling, el Territori de la Capital Nacional de Delhi, Goa, Gujarat, Haryana, Himachal Pradesh, Jammu i Caixmir, Jharkhand, Karnataka, Kerala, Madhya Pradesh, Maharashtra, el districte de Mahe, Manipur, Meghalaya, Mizoram, Orissa, Pondicherry, Panjab, Rajasthan, Tamil Nadu, Tripura, Uttarakhand, Uttar Pradesh, Bengala Occidental i el districte de Yanam), Sri Lanka, el sud del Nepal, Bhutan, Bangladesh, Myanmar, Tailàndia, Laos, Malàisia (Sabah, Sarawak i la part continental), Indonèsia -com ara, Sumatra, Java, Borneo i Sulawesi-, les illes Filipines, el Vietnam, Cambodja, la península de Corea, la Xina (Guangdong, Guangxi, Guizhou, Hainan, Hunan, Yunnan i Hong Kong), Taiwan i Sibèria, incloent-hi l'Himàlaia i les conques del llac Inle i dels rius Brahmaputra, Mekong, Chao Phraya i Iang-Tsé.

### Introduccions
- Channa argus a Rússia, Txèquia i Eslovàquia des de la conca del riu Amur;[95] el Kazakhstan, el Turkmenistan i l'Uzbekistan[96] des de la conca del riu Iang-Tsé;[97] i la península de Corea durant els primers anys del segle XX i el sud del Japó (Hokkaido, Honshu, Kyushu i Shikoku).[6][98][99]
- Channa asiatica a Taiwan.[100]
- Channa maculata a Taiwan,[101] el Japó (com ara, les prefectures d'Hiroshima i Shiga), les illes Filipines,[6][102] Madagascar i Oahu (les illes Hawaii).[7]
- Channa melasoma a Palawan (les illes Filipines).[66]
- Channa micropeltes a Kerala (el sud-oest de l'Índia) a mitjan segle xix des del sud-est d'Àsia.[7]
- Channa punctata a la badia Delagoa (el sud de Moçambic).[103]
- Channa striata és l'espècie més àmpliament introduïda d'aquesta família: Madagascar;[104][105][106][107] l'illa de Maurici;[108][109][110] les illes Filipines;[111][112][113] la península de Doberai (Papua Occidental, Indonèsia);[114] i Sulawesi, les illes Petites de la Sonda i les illes Moluques.[57][110][115] La seua introducció a l'illa de Guam no va reeixir.[116]

Així mateix, hi ha informes que diverses espècies han estat introduïdes en alguns estats dels Estats Units: Califòrnia (Channa argus), Florida (Channa marulius i Channa argus), Hawaii (Channa maculata), Maine (Channa micropeltes), Maryland (Channa argus), Massachusetts (Channa argus i Channa micropeltes), Carolina del Nord (Channa argus), Rhode Island (Channa micropeltes) i Wisconsin (Channa micropeltes).

## Taxonomia
- Channa amphibeus (McClelland, 1845)[117]
- Channa argus (Cantor, 1842)[118]
  - Channa argus argus (Cantor, 1842)
  - Channa argus warpachowskii (Berg, 1909)
- Channa asiatica (Linnaeus, 1758)[119]
- Channa aurantimaculata (Musikasinthorn, 2000)[100]
- Channa bankanensis (Bleeker, 1852)[120]
- Channa baramensis (Steindachner, 1901)[121]
- Channa barca (Hamilton, 1822)[122]
- Channa bleheri (Vierke, 1991)[123]
- Channa burmanica (Chaudhuri, 1919)[124]
- Channa cyanospilos (Bleeker, 1853)[125]
- Channa diplogramma (Day, 1865)
- Channa gachua (Hamilton, 1822)[122]
- Channa harcourtbutleri (Annandale, 1918)[126]
- Channa lucius (Cuvier, 1831)[127]
- Channa maculata (Lacépède, 1802)[128]
- Channa marulioides (Bleeker, 1851)[129]
- Channa marulius (Hamilton, 1822)[122]
- Channa melanoptera (Bleeker, 1855)[130]
- Channa melanostigma (Geetakumari & Vishwanath, 2011)[131]
- Channa melasoma (Bleeker, 1851)[129]
- Channa micropeltes (Cuvier, 1831)[127]
- Channa nox (Zhang, Musikasinthorn & Watanabe, 2002)[132]
- Channa orientalis (Bloch & Schneider, 1801)[133]
- Channa ornatipinnis (Britz, 2007)[134]
- Channa panaw (Musikasinthorn, 1998)[135]
- Channa pleurophthalma (Bleeker, 1851)[129]
- Channa pulchra (Britz, 2007)[134]
- Channa punctata (Bloch, 1793)[136]
- Channa stewartii (Playfair, 1867)[137]
- Channa striata (Bloch, 1793)[136][138][139][140][141][142][143][144][145][146]

## Estat de conservació
Channa amphibeus, Channa asiatica, Channa aurantimaculata, Channa barca, Channa bleheri, Channa burmanica, Channa diplogramme, Channa gachua, Channa harcourtbutleri, Channa lucius, Channa maculata, Channa marulioides, Channa marulius, Channa melasoma, Channa micropeltes, Channa ornatipinnis, Channa panaw, Channa pulchra, Channa punctata, Channa stewartii i Channa striata apareixen a la Llista Vermella de la UICN.

## Observacions
Algunes espècies formen part del comerç internacional de peixos d'aquari i com a aliments de primera necessitat a Tailàndia, Cambodja, el Vietnam i d'altres països del sud-est asiàtic on són objecte de cultiu. A més, també són emprades com a teràpia per a la curació de ferides, el malestar i el dolor postoperatori.